# يوهان هيرمان كارمينك
يوهان هيرمان كارمينك أو جون هيرمان كارمينك (ولد في هامبورغ عام 1810؛ توفى في بروكلين، نيويورك في 15 يونيو 1867) كان رسامًا للمناظر الطبيعية وحفرًا.

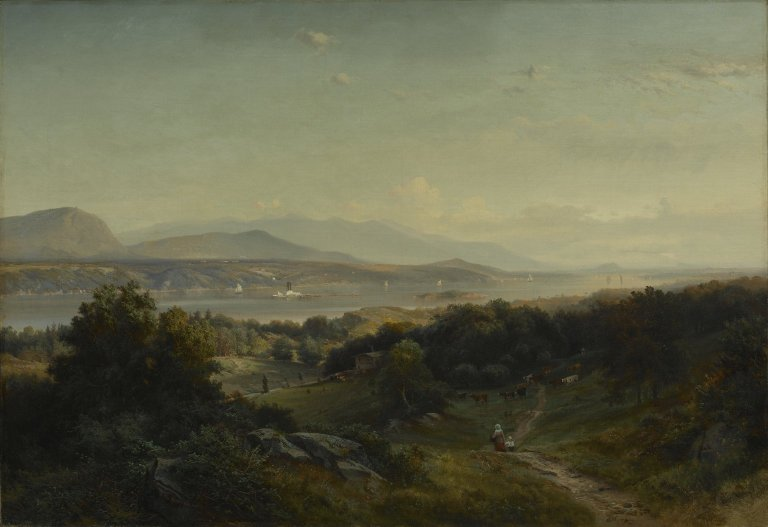
المناظر الطبيعية ، هايد بارك ، نيويورك ، كاليفورنيا. 1859 ، الآن في متحف بروكلين.